# Битва за Бамут
Битва за Бамут — епізод Першої російсько-чеченської війни, у ході якого 10 березня 1995 року розгорнулися затяжні та запеклі бої за село Бамут.

## Історія
Ядро оборони складали 100 чеченських бійців під командуванням Хізіра Хачукаєва. Згодом комендантом Бамутського району став Хамзат Батаєв.
Підходи до села, основні його вулиці були щільно заміновані протитанковими і протипіхотними мінами. Частина вогневих точок укрита залізобетонними ковпаками і перекриттями в шість накатів колод діаметром в 0,6 метра. Вся місцевість перед опорними пунктами була пристріляна з використанням орієнтирів, закріплених на деревах та інших об'єктах
В ніч на 14 квітня спецпідрозділи російських військ зайняли панівні висоти. Вранці 15 квітня почався штурм Бамута, але з ходу його взяти не вдалося, 17 квітня окупаційні війська були відведені на вихідні позиції. 18 квітня федеральні війська Росії почали другу спробу штурму Бамута, але увійшовши в селище, не змогли там закріпитися і знову були змушені відійти на вихідні позиції. В той же день, на околицях Бамута, при штурмі висоти 444,4 — «Лиса гора», потрапила в засідку група загону спецназу ВВ «Росич». В бою загін втратив 10 чоловік убитими і 17 пораненими.
Після захоплення Ножай-Юрту та Шатою в першій половині червня 1995 року Бамут поряд з частиною Ітум-Калинського району залишався єдиною контрольованою ЗС ЧРІ територією Чечні. 
Всередині червня 1995 року гарнізоном була відбита чергова спроба штурму. Взимку 1995—1996 років військові операції поновилися, в тому числі і в районі Бамута. У лютому-березні 1996 року російські війська знову масштабно наступи на Бамут. Однак і цей раз завершився провалом, оскільки оборонці завчасно підготували засідки на шляхах підходу військ, вміло використавши гірничо-лісисту місцевість.
19 травня 1996 року частини генерал-майора Володимира Шаманова почали генеральний штурм Бамута. 24 травня окупаційні війська взяли Бамут і пануючу над місцевістю висоту 444,4 — «Лиса гора». Успіх затяжної оборони чеченцями пояснюється використанням підземних комунікацій колишньої ракетної частини стратегічного призначення

## У творах мистецтва
- «Бамут» [Архівовано 24 березня 2022 у Wayback Machine.] — пісня Муси Насагаєва.
- «Бамут» [Архівовано 24 березня 2022 у Wayback Machine.] — пісня Тимура Муцураєва.
- «Я убитий під Бамутом» [Архівовано 8 листопада 2021 у Wayback Machine.] — пісня, написана солдатами в/ч 5598 26 ОСН (в той час просто БОН) в 1996 році.
- «Бамут» — вірш Дмитра Павличка.